# Hohenroth
Hohenroth è un comune tedesco di 3 638 abitanti, situato nel land della Baviera.